# Centre Primo-Levi
Le Centre Primo Levi est une association loi de 1901 qui offre  une prise en charge pluridisciplinaire aux personnes qui ont été victimes de la torture et de la violence politique dans leur pays d’origine ou sur le chemin de l'exil et qui sont aujourd’hui réfugiées en France. Ces personnes sont reçues par des médecins, des psychologues et un kinésithérapeute, et selon leurs besoins, elles peuvent également être accompagnées par une assistante sociale et/ou un juriste.
L'association dispose aussi d'un centre de formation à l'usage des personnes amenées à entrer en contact avec ces patients dans le cadre de leur travail.
Enfin, l’association défend le droit d'asile et l'accès aux soins médico-psychologiques en France, pour les victimes de la torture et de la violence politique.
Le Centre Primo Levi a reçu en 2004 le prix des droits de l'homme de la République française pour son centre de soins, en 2000 la mention spéciale pour son action auprès des enfants et en 2013 le prix Women's Award de la Fondation Raja pour son action auprès des femmes.

## Création du centre de soins
Le Centre Primo Levi est une association loi de 1901 créée en mai 1995 par cinq associations militantes dans le domaine des droits de l’homme, de la santé et de la justice : l'Action des chrétiens pour l'abolition de la torture, Amnesty International section française, Juristes sans frontières, Médecins du monde et Trèves.
Médecins du monde, l'Action des chrétiens pour l'abolition de la torture et Trèves sont toujours présentes au conseil d’administration.

## Activités

### Soigner les personnes victimes de torture
La torture a des effets dévastateurs et durables, sur les plans physique et psychologique. La torture continue de torturer longtemps après avoir été infligée et le traumatisme a des répercussions sur toute la famille, y compris à long terme et sur les générations suivantes.
Le centre de soins Primo Levi reçoit les patients pour des consultations médicales, au cours desquelles les médecins s’attachent d’abord à régler les soucis immédiats de santé des patients (il s'agit la plupart du temps d'insomnies, de cauchemars, de maux de tête mais aussi de douleurs diverses résultant des sévices qu’ils ont pu subir). 
Ces personnes peuvent également bénéficier d’un suivi psychologique. La torture, loin de « faire parler », les a fait taire, les a atteints dans leur intimité, dans leur capacité à penser, à nouer des liens avec les autres êtres humains, à avoir une place dans un groupe, dans leur couple, dans leur famille, dans leur communauté d’appartenance. Un suivi psychologique peut les aider à tenter de sortir de l’isolement, à renouer des liens.
Le centre s'occupe chaque année plus de 400 personnes, dont un tiers de nouveaux. 20% d'entre eux sont mineurs. 

### Former, partager
L'équipe du centre de soins partage son expérience pour former d’autres professionnels travaillant avec des migrants qui auraient subi de tels sévices. Lors de ces formations, ils apprennent par exemple à aborder une personne ayant vécu de tels épisodes, à comprendre le trauma et ses manifestations ou bien précisent la spécificité de l’aide aux enfants…
Le Centre Primo Levi édite la revue Mémoires (3 numéros par an), qui propose des articles en lien avec les problématiques rencontrées par la clinique du Centre Primo Levi. La revue est référencée sur la plateforme Cairn.info.

### Informer et témoigner
Le Centre Primo Levi interpelle le grand public et les pouvoirs publics sur les thèmes de la lutte contre la torture, de la politique d’accueil des demandeurs d’asile, de la défense du droit d'asile et des violations des droits de l’homme (édition d'une revue trimestrielle, intervention lors de colloques, communiqués de presse, mise à disposition du public d'un centre de documentation en ligne, promotion de la journée internationale des Nations unies de soutien aux victimes de la torture…). 
Elle est donc membre de plusieurs groupes intervenant dans les domaines du droit d’asile et de la santé : Coordination française du droit d’asile (CFDA), Observatoire du droit à la santé des étrangers (ODSE), Réseau européen des centres de soins aux victimes de torture, Collectif pour la défense des droits de l’homme en Turquie, Réseau francophone de soins et d’accompagnement des personnes exilées victimes de torture et de violence politique (RESEDA).
L’association siège aussi à la Commission nationale consultative des droits de l’homme (CNCDH) .
Dans l'entre-deux-tours de l'élection présidentielle de 2017 qui oppose Marine Le Pen et Emmanuel Macron, le Centre Primo Levi appelle implicitement dans une tribune avec soixante autres associations à faire barrage à la candidate FN.

## Nom
Le nom du chimiste et écrivain italien Primo Levi a une valeur symbolique : il est synonyme de « refus des traitements inhumains, cruels et dégradants », de refus des atteintes à la dignité humaine et de la discrimination.
Par ailleurs, ses réflexions sur la question de la mémoire, de l'« après-traumatisme, de la honte, de la culpabilité des survivants » sont des éléments sur lesquels travaille quotidiennement l'association.

## Comité de soutien
Le Comité de soutien de l’association est composé de : Patrick Aeberhard, Jacques Attali, Miguel Benasayag, Laurent Gaudé, Constantin Costa-Gavras, Robert Guédiguian, François Julien-Laferrière, Olivier Le Cour Grandmaison, Anicet Le Pors, Ariane Mnouchkine, Edgar Morin, Rithy Panh, Serge Portelli, Nicole Questiaux, Léonie Simaga, Catherine Teitgen-Colly, Annette Wieviorka.